# 中山市場 (臺北)
25°03′01″N 121°31′16″E / 25.0502103°N 121.5211742°E
臺北市公有中山市場，簡稱中山市場，是臺北市一處傳統市場。

## 歷史
- 1917年（大正六年）10月，御成町市場設立。[2]
- 昭和時期，改名昭安市場。
- 1961年（民國五十年），更名為中山市場。
- 1981年（民國七十年），原址改建綜合用途大樓；一、二樓規劃為原傳統市場使用，三樓以上規劃為臺北市政府所屬單位使用。
- 1984年（民國七十三年），原傳統市場於新建大樓開業。[1][3]

## 周邊
- 中山北路
- 長安西路[1]

## 外部連結
- (台北市, 台灣)中山市場- 旅遊景點評論- TripAdvisor